# Ichnanthus dasycoleus
Ichnanthus dasycoleus är en gräsart som beskrevs av Thomas Gaskell Tutin. Ichnanthus dasycoleus ingår i släktet Ichnanthus och familjen gräs. Inga underarter finns listade i Catalogue of Life.